# Анфим (герцог Неаполя)
Анфим Неаполитанский (англ. Anthimus of Naples, итал. Antimo di Napoli; ум. 818) — герцог Неаполя в 801—818 годах, пользуясь ослаблением Византии, вёл себя как независимый правитель.
В начале правления Анфима его непосредственный начальник византийский стратиг Сицилии потребовал от Неаполя помощи в борьбе с арабскими пиратами, грабившими сицилийское побережье. Анфим отказался исполнить приказ стратига. В 812 году требование повторилось, Анфим вновь отказался послать неаполитанский флот на Сицилию. В то же время города Гаэта и Амальфи, входившие в состав герцогства, направили свои флоты на помощь стратигу. Таким образом, Неаполь фактически отверг византийский суверенитет, а его неаполитанские вассалы сохранили верность Византии.
В 818 году стратигу Сицилии удалось восстановить контроль над Неаполем и сместить Анфима, заменив своим ставленником.